# Гала-Юдзава (станция)
Станция Гала-Юдзава (яп. ガーラ湯沢駅 Га:ра-Юдзава-эки) — сезонная железнодорожная станция расположенная в городе Юдзава, префектура Ниигата, Япония. Станция управляется JR East.

## История
Станция открыта 20 декабря 1990 года.

## Линии
Станцию обслуживает Линия Гала-Юдзава от станции Этиго-Юдзава. Протяженность самой ветки всего 1,8 км. Станция открыта для пассажиров только во время зимнего лыжного сезона, обычно с середины декабря по апрель.

## Планировка
Платформа островного типа с двумя железнодорожными путями.